# کونرژی
کونرژی (انگلیسی: Conergy) شرکت انرژی سنگاپوری است، که در سال ۲۰۰۰ تأسیس شد.